# جيري مارتن (لاعب كرة قاعدة)
جيري مارتن (بالإنجليزية: Jerry Martin)‏ هو لاعب كرة قاعدة أمريكي، ولد في 11 مايو 1949 في كولومبيا في الولايات المتحدة.

## وصلات خارجية
- جيري مارتن على موقع دوري كرة القاعدة الرئيسي (الإنجليزية)
- جيري مارتن على موقعبيزبول رفرنس.كوم (الدوري الرئيسي) (الإنجليزية)
- جيري مارتن على موقعبيزبول رفرنس.كوم (الدوري الثانوي) (الإنجليزية)
- جيري مارتن على موقع إي إس بي إن.كوم (أم.أل.بي) (الإنجليزية)
- جيري مارتن على موقع مشجعي الرسوم البيانية (الإنجليزية)
- جيري مارتن على موقع كلية كرة السلة في سبورتس رفرنس.كوم (الإنجليزية)